# Esquadrão da Morte (Brasil)
O Esquadrão da Morte foi uma organização paramilitar surgida no final dos anos 1960 cujo objetivo era perseguir e matar pessoas tidas como perigosas para a ditadura militar.
Começou no antigo estado da Guanabara comandado pelo detetive Mariel Mariscot, um dos chamados "Doze Homens de Ouro" da Polícia Civil carioca, e se disseminou por todo o Brasil. Entre seus integrantes, havia políticos, membros do Poder Judiciário, policiais civis e  militares. A organização era mantida por empresários.[carece de fontes?]
A outra famosa organização paramilitar, a Scuderie Le Cocq (cujo nome homenageava o detetive Milton Le Cocq), foi perdendo importância ao longo da década de 1990 no estado do Rio de Janeiro, possivelmente por um descontrole dos seus membros que preferiam atuar na segurança de contraventores. No entanto há indícios de que  ainda esteja ativa no estado do Espírito Santo, mais precisamente na região da Grande Vitória.[carece de fontes?]